# Copper (film, 1915)
Pour les articles homonymes, voir Copper.
Copper est un film muet américain réalisé en 1915.

## Distribution
- Florence Crawford
- Jane Lee
- Katherine Lee
- Violet Mersereau
- William Garwood